# Ursodesoxycholsäure
Ursodesoxycholsäure, auch Ursodeoxycholsäure (UDCA, UDCS, englisch Ursodeoxycholic acid), ist eine natürliche tertiäre Gallensäure, die als Arzneistoff zur Auflösung kleiner Gallensteine und zur Behandlung einer Reihe von Lebererkrankungen Verwendung findet. Chemisch ist sie ein zur Gruppe der Sterine (Sterole) gehörendes Steroid. Sie wird in hoher Konzentration in der Galle von Bären gefunden, insbesondere beim asiatischen Schwarzbären. Daher stammt ihr Name (lat. ursus „der Bär“). UDCA kann auch partial-synthetisch hergestellt werden, indem aus der Galle von Schlachtvieh Cholsäure extrahiert wird, die dann chemisch in UDCA umgebaut wird. Die gegenwärtig in zugelassenen Medikamenten verwendete UDCA wird ausschließlich auf diesem Weg hergestellt. Die Substanz wird passiv resorbiert, im enterohepatischen Kreislauf über die Galle ausgeschieden und teilweise über den Darm wieder aufgenommen. UDCA wird zu etwa drei Prozent auch in der menschlichen Galle gefunden.

## Wirkmechanismus
Ursodesoxycholsäure fördert die Gallensäureausschüttung durch den Gallensäuretransporter BSEP sowie mehrere andere Proteine und kann einem Gallenstau unterschiedlichen Ursprungs entgegenwirken.

## Verwendung
- Auflösung von kleinen Cholesterin-Gallensteinen: Voraussetzung ist, dass die Gallenblase noch funktionsfähig ist und dass die Gallensteine klein und röntgennegativ (keine Schattenbildung im Röntgenbild) sind.
- Primär biliäre Cholangitis und ihre Vorformen[6][7]
- Primär sklerosierende Cholangitis: Hier dient UDCA zur symptomatischen Therapie und dazu, Komplikationen (vor allem die Entstehung von Dickdarmkrebs) zu verhindern. Ein Einfluss auf den Verlauf der Erkrankung ist nicht nachgewiesen.[8]
- Ob ein Einsatz bei anderen chronischen Lebererkrankungen, wie beispielsweise der Leberzirrhose erfolgversprechend ist, wurde bis jetzt noch nicht endgültig geklärt.
- Intrahepatische Schwangerschaftscholestase

## Nebenwirkungen
Es kann zu breiförmigen Stühlen oder Durchfall kommen. Andere Nebenwirkungen wie Urticaria sind selten.

## Tierschutz
Aufgrund der Skepsis gegenüber synthetischen Wirkstoffen in Asien wird der Wirkstoff dort nach wie vor häufig direkt aus der Galle von Bären gewonnen. Die Bären werden auf so genannten Bärenfarmen unter qualvollen Bedingungen in nur lebensgroßen Käfigen gehalten. Mit Hilfe eines Metallkatheters wird ihnen regelmäßig unter Schmerzen Gallenflüssigkeit entnommen. Die Animals Asia Foundation setzt sich für die Abschaffung der Bärenfarmen und die Verwendung synthetischer Ersatzstoffe ein. Im Jahr 2001 kündigte das chinesische Gesundheitsministerium an, dass Gesundheitsprodukte aus Bärengallenpulver nicht mehr zugelassen werden, um die Wildtiere zu schützen und die Sicherheit von Gesundheitsprodukten zu gewährleisten. Seitdem wurde kein solches Produkt vom Gesundheitsministerium zugelassen. Es wird versucht, Handel mit Material tierischen Ursprungs mit Hilfe von Tests zu unterbinden, mit denen das bärenspezifische Albumin in einem Immunassay nachgewiesen wird.

## Handelsnamen
Monopräparate
Cholit-Ursan (D), Ursosan (CZ, PL, SK, SI, UA, BA, RU, MN), De-Ursil (CH), UDC (D), Urso (D), Ursochol (D, CH), Ursofalk (D, A, CH)
Kombinationspräparate
Lithofalk (D), seit 1. Januar 2011 außer Vertrieb